# Дмитрий Донски
Дмитрий Иванович Донски (на руски: Дмитрий Иванович Донско́й) е княз (от 1359 г.) и велик княз на Московското княжество (1363 – 1389) и велик княз на Владимирско-Суздалското княжество (1362 – 1389).
Той окончателно превръща Москва в център на руските земи. При неговото управление руските княжества за пръв път от средата на ХІІІ век правят опит да се противопоставят на Златната орда.

## Управление
Дмитрий Иванович е син на великия княз Иван II. Той наследява трона на Москва едва на деветгодишна възраст и това става повод да не получи поста велик княз на Владимир, какъвто става Дмитрий Суздалски. Докато е малолетен, управлението е в ръцете на московската аристокрация и митрополит Алексей. Със съдействието на монголите, през 1363 Дмитрий Иванович е поставен на трона на Владимир. През 1366 той се помирява с Дмитрий Суздалски и се жени за дъщеря му Евдоксия Дмитриевна.
След опустошителен пожар в Москва, през 1367 Дмитрий построява наново от камък Московския Кремъл. Крепостта издържа на две обсади на литовския велик княз Алгирдас през 1368 и 1370. През следващите години Дмитрий почти удвоява територията на Московското княжество и налага на останалите князе съюзни, а често и неравноправни, отношения. През 1376 константинополския патриарх назначава за руски митрополит българина Киприан, но Дмитрий го приема в Москва едва няколко години по-късно, след смъртта на митрополит Алексей.
Управлението на Дмитрий съвпада с разгара на вътрешни междуособици в Златната орда. Той се противопоставя на Мамай, един от претендентите за трона, който през 1378 израща срещу него малък наказателен отряд. Дмитрий му нанася поражение при река Вожа, първата руска победа срещу монголите.
През 1380 Мамай повежда голяма армия срещу Дмитрий. Той се установява при река Дон, където изчаква пристигането на съюзните литовски войски. Дмитрий решава да нападне, преди обединението на двете армии. В последвалата Куликовска битка обединените войски на почти всички руски князе удържат победа, а Дмитрий получава прозвището Донски.
След поражението на Мамай в Куликовската битка, властта в Златната орда е взета от хан Тохтамъш. През 1382 той се насочва с армията си към Москва. Дмитрий изоставя града, който въпреки това се съпротивлява известно време, след което е превзет и почти напълно разрушен. Дмитрий приема властта на Тохтамъш и отново получава правото да събира данъци за монголите, като велик княз на Владимир.

## Светец
През 1988 Дмитрий Донски е обявен за светец от Руската православна църква.